# Dagmara Dominczyk
Dagmar Domińczyk, poljsko-ameriška igralka, * 17. julij 1976, Kielce, Poljska.

## Mladost
Družina je emigrirala v New York, potem ko je bil njen oče Mirek, aktivist s konca 70-ih in v začetku 80-ih let dvajsetega stoletja prepovedanega gibanja Solidarność, prisiljen zapustiti svojo deželo. Dagmar je študirala dramaturgijo in igralstvo na Univerzi Carnegie Mellon ter diplomirala leta 1998.

## Igralska kariera
Dominczykova je postala prepoznavna, ko je leta 1999 igrala v broadwayski predstavi Closer režiserja Patricka Marberyja. Prvo filmsko vlogo je prevzela v komediji Vera je vse! (2000) režiserja Edwarda Nortona in zaigrala z Nortonom in Benom Stillerjem. V glasbeni komediji Rock Star iz leta (2001) je nastopila ob Marku Wahlbergu in Jennifer Aniston. Ena od njenih najvidnejših vlog je bila vloga zaročenke protagonista Edmonda Dantèsa v filmski predelavi zgodbe Grof Monte Cristo iz leta 2002.

## Zasebno življenje
18.junija 2005 se je poročila s pevcem in igralcem Patrickom Wilsonom. Imata dva sinova, Patricka (* 2006) in Kassina (* 2009). Njeni mlajši sestri Marika in Veronika sta tudi igralki.